# Бюро расследования авиационных происшествий (Нигерия)
Бюро расследования несчастных случаев (англ. Accident Investigation Bureau (AIB)) расследует авиационные происшествия и инциденты в Нигерии. Штаб-квартира находится на территории международного аэропорта Ннамди Азикиве в Абудже.
Агентство отчитывается перед президентом Нигерии через федерального министра авиации. Комиссар агентства, который также является главным исполнительным директором, — инженер Акин Олатеру.
В сентябре 2020 года Федеральный исполнительный совет одобрил создание Учебной школы AIB в Нигерии.

## История
Ранее авиакатастрофы расследовал Департамент гражданской авиации Минавиации. В 1989 году было образовано Федеральное управление гражданской авиации (Federal Civil Aviation Authority, FCAA), а Департамент гражданской авиации Минавиации стал Департаментом служб безопасности FCAA. В том же году было создано Бюро по расследованию авиационных происшествий (AIB), подчинённое Министерству авиации, и FCAA больше не имело полномочий по расследованию авиационных происшествий. Позже название бюро было изменено на Бюро по расследованию и предотвращению несчастных случаев. В соответствии с Законом о гражданской авиации 2006 года AIB стал автономным агентством и переименован в Бюро по расследованию авиационных происшествий.